# Elżbieta Szydłowska
Elżbieta Szydłowska, även Elżbieta Grabowska, född 1748, död 1 juni 1810, var en polsk adelsdam, morganatiskt gift med kung Stanislaw II August Poniatowski.
Szydłowska var dotter till hertig Teodor Szydłowski av Płock och Teresa Witkowska. Hon gifte sig 1768 med generalen Jan Jerzy Grabowski (död 1789). Hon kan ha haft ett förhållande med kungen redan under sitt första äktenskap, då många av hennes barn ansågs vara kungens. År 1789, efter sin makes död, blev hon hemligt gift med kung Stanislaw. Det var ett morganatiskt äktenskap, och hon var aldrig drottning, utan ansågs officiellt vara hans mätress. Hon ansågs ha ett visst inflytande, vilket gjorde henne impopulär. Då Stanislaw avsattes år 1795, följde hon honom i hans exil och tillbringade hans sista år hos honom i Ryssland med sina söner. Efter makens död 1798 återvände hon till Polen, där hon dog 1810 känd som finansiär av konstnärer.